# Morggán de Mar
 (mai 2024).
Morggán de Mar, également dénommé Morgrund ou Morgan, est le premier Mormaer ou comte de Mar qui apparut dans l'histoire autrement que comme un simple nom dans une liste de témoins d'un acte. Son père est Gille Chlerig ou Gylocher.

## Biographie
Il est possible que Morggán ait participé en 1160 à la « Révolte des comtes », un mouvement de protestation de plusieurs magnats de la haute noblesse celtique écossaise du roi Malcolm IV contre l'engagement de ce dernier en France comme vassal du roi Henri II d'Angleterre. Il est également possible qu'il ait été considéré comme un étranger par le roi francophone Guillaume Ier d'Écosse, car le nom de Morggán n’apparaît dans aucun acte de son long règne.
Il avait épousé une certaine Agnès de Mar, connue pour ses patronages d'églises. Agnès avait probablement des liens familiaux avec la famille de Warenne — la lignée dont était issu Ada de Warenne, épouse Henri d'Écosse et mère de Malcolm IV et de Guillaume Ier d'Écosse.

### Descendance
Morggán et Agnes ont au moins un fils ensemble, Donnchadh, qui lui succède ensuite comme Mormaer de Mar. Morggán est également le père de deux autres fils, Malcolm et James, mais qui doivent avoir été considérés comme illégitimes, c'est-à-dire issus d'un mariage non-canonique, acceptable par la loi celtique, mais pas par le droit franco-romain qui était en train de s'imposer dans le royaume d'Écosse.
Sa fille, Alesta de Mar, épouse Alan fitz Walter, 2e Grand steward d'Écosse et mère de Walter Stewart, 3e Grand sénéchal d'Écosse. Morggán est mentionné dans les chartes royales dès 1147. Il est encore témoin d'actes pour la dernière fois en 1178, et il était mort en 1183.